# Herdwangen-Schönach
Herdwangen-Schönach – gmina w Niemczech, w kraju związkowym Badenia-Wirtembergia, w rejencji Tybinga, w regionie Bodensee-Oberschwaben, w powiecie Sigmaringen, wchodzi w skład wspólnoty administracyjnej Pfullendorf. Leży ok. 25 km na południe od Sigmaringen.
Większe dzielnice w gminie: Herdwangen, Großschönach, Kleinschönach, Aftholderberg, Lautenbach, Ebratsweiler, Alberweiler, Oberndorf, Waldsteig, Sohl, Egg, Schwende, Heggelbach, Mühlhausen, Adriatsweiler, Breitenerlen i Waldhof.